# سرجو فیورنتینی
سرجو فیورنتینی (ایتالیایی: Sergio Fiorentini؛ ‏ ۲۹ ژوئیهٔ ۱۹۳۴ – ۱۱ دسامبر ۲۰۱۴) بازیگر، صداپیشه و مدیر دوبلاژ اهل ایتالیا بود. وی بین سال‌های ۱۹۶۰ تا ۲۰۱۴ میلادی فعالیت می‌کرد.
از فیلم‌ها یا سریال‌های تلویزیونی که وی در آن‌ها نقش داشته‌است، می‌توان به حوزه استحفاظی، پاپ ژان پل یکم: لبخند پروردگار، نامزد، چشم گربه، پاینده‌باد ایتالیا و دو تپانچه مگنوم ۳۸ برای شهری از اشرار اشاره نمود.